# Musée des Beaux-Arts (Tours)
Il Musée des Beaux-Arts ("Museo di Belle Arti") di Tours si trova nell'antico palazzo vescovile della città, classificato monumento storico e situato in centro, nei pressi della cattedrale. Vi si trova esposta una delle collezioni d'arte più ricche e importanti di Francia, fuori da Parigi.
Nel cortile del museo si trova un grandioso cedro del Libano e un curioso elefante impagliato, morto durante una parata del circo Barnum and Bailey nelle strade di Tours, il 10 giugno 1902. L'accesso al parco e al cortile sono gratuiti.

## Collezioni
Il museo è rinomato soprattutto per la collezione di pittura, in cui spiccano alcuni capolavori come l'Orazione nell'orto e la Resurrezione di Andrea Mantegna, provenienti dalla predella della Pala di San Zeno (1457-1459) incamerati a seguito delle spoliazioni napoleoniche della Repubblica di Venezia.
Tra i primitivi italiani figurano anche opere di Antonio Vivarini, Giovanni di Paolo, Lippo d'Andrea e Lorenzo Veneziano. Tra i pittori italiani del '600, Mattia Preti.
Tra i pittori francesi, fino al XIX secolo, spiccano opere di Claude Vignon, Philippe de Champaigne, Jacques Blanchard, Noël Coypel, Eustache Le Sueur, Jean Jouvenet, Charles de La Fosse, Hyacinthe Rigaud, Nicolas de Largillière, Élisabeth Sonrel, Jean-Marc Nattier, François Boucher, Charles-André van Loo, Nicolas Lancret, Jean-Baptiste Perronneau, Joseph Vernet, Hubert Robert, Ingres, Théodore Chassériau, Eugène Delacroix, Edgar Degas, Claude Monet.
Tra i fiamminghi e gli olandesi sono presenti Rubens, Rembrandt, Gerard ter Borch, Bartholomeus Van der Helst, David Teniers il Giovane, Jan van Goyen.